# Total Hi Def
Total Hi Def Disc, conosciuto anche come Total HD o THD, avrebbe dovuto essere un disco ottico che avrebbe incluso i due formati ottici rivali Blu-ray e HD DVD.
Venne annunciato ufficialmente l'8 gennaio 2007 alla conferenza stampa Warner Home Video tenutasi al CES 2007.
Un lato avrebbe contenuto un singolo o doppio strato di Blu ray, e l'altro lato avrebbe contenuto un singolo o doppio strato di HD DVD.
Warner Bros. aveva stabilito inizialmente che il primo disco Total HD sarebbe stato distribuito nella seconda metà del 2007, ma a giugno dello stesso anno rimandò la messa in commercio
A novembre 2007 annunciò l'abbandono del formato Total HD.